# Nicolas Hamilton
Nicolas Hamilton (Stevenage, Hertfordshire, Inglaterra, Reino Unido; 28 de marzo de 1992) es un piloto de automovilismo británico. Actualmente compite en el Campeonato Británico de Turismos con un automóvil modificado debido a la parálisis cerebral que padece.

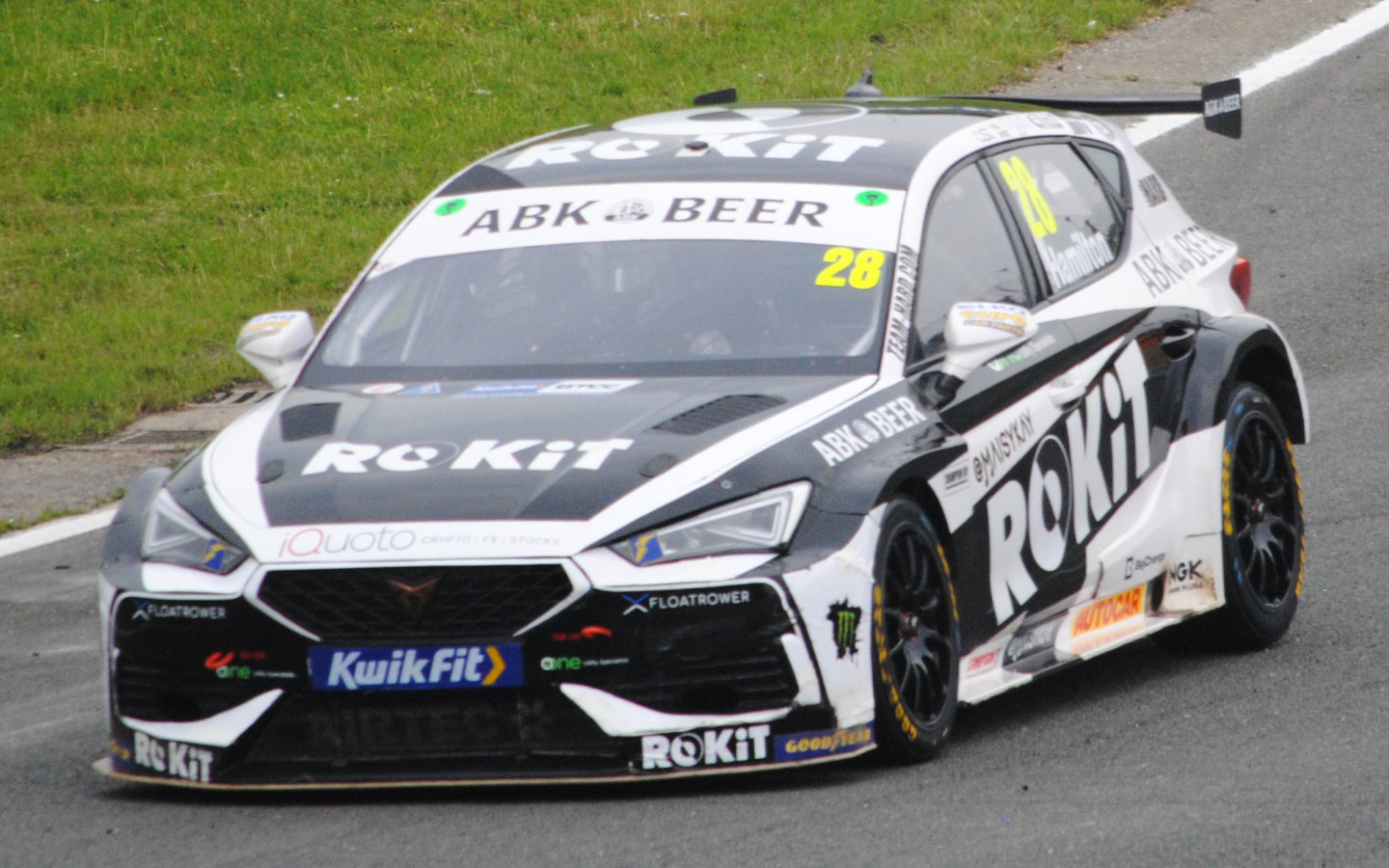
Cupra León manejado por Nicolas Hamilton en 2021.

Es medio hermano paterno del piloto de Fórmula 1 Lewis Hamilton.

## Resumen de carrera
| Temporada | Categoría                          | Equipo                                  | Carreras | Victorias | Poles | VR | Podios | Puntos | Pos.  |
| --------- | ---------------------------------- | --------------------------------------- | -------- | --------- | ----- | -- | ------ | ------ | ----- |
| 2011      | Copa Renault Clio Británica        | Total Control Racing                    | 16       | 0         | 0     | 0  | 0      | 113    | 14.º  |
| 2012      | Copa Renault Clio Británica        | Total Control Racing                    | 16       | 0         | 0     | 0  | 0      | 54     | 21.º  |
| 2013      | Copa Europea de Turismos de la FIA | Baporo Motorsport                       | 6        | 0         | 0     | 0  | 0      | 12     | 10.º  |
| 2015      | Campeonato Británico de Turismos   | AmD Tuning                              | 12       | 0         | 0     | 0  | 0      | 0      | NC†   |
| 2017      | Copa Renault Clio Británica        | WDE Motorsport                          | 10       | 0         | 0     | 0  | 0      | 44     | 20.º  |
| 2018      | Copa Renault Clio Británica        | WDE Motorsport                          | 18       | 0         | 0     | 0  | 0      | 20     | 20.º  |
| 2019      | Campeonato Británico de Turismos   | ROKiT Racing with Motorbase             | 24       | 0         | 0     | 0  | 0      | 0      | 32.º  |
| 2020      | Campeonato Británico de Turismos   | ROKiT Racing with Team HARD.            | 22       | 0         | 0     | 0  | 0      | 1      | 29.º  |
| 2021      | Campeonato Británico de Turismos   | ROKiT Racing with iQuoto Online Trading | 29       | 0         | 0     | 0  | 0      | 0      | 29.º  |
| 2022      | Campeonato Británico de Turismos   | Yazoo with Safuu.com Racing             | 30       | 0         | 0     | 0  | 0      | 0      | 29.º  |
| 2023      | Campeonato Británico de Turismos   | Go-Fix with Autoaid Breakdown           | 15       | 0         | 0     | 0  | 0      | 10     | 24.º  |
| 2025      | Campeonato Británico de Turismos   | Powder Monkey Brewing Co with Esidock   | 18       | 0         | 0     | 0  | 0      | 0      | 29.º* |
| Fuente:   |                                    |                                         |          |           |       |    |        |        |       |

- † Hamilton fue piloto invitado, por lo tanto no fue apto para sumar puntos.
- * Disputándose

## Resultados

### Campeonato Británico de Turismos
(Clave) (negrita indica pole position) (cursiva indica vuelta rápida)

| Año      | Equipo                                  | Automóvil      | 1         | 2         | 3        | 4         | 5        | 6         | 7         | 8         | 9         | 10        | 11       | 12        | 13        | 14        | 15        | 16        | 17       | 18       | 19        | 20        | 21        | 22        | 23        | 24        | 25        | 26       | 27       | 28        | 29        | 30       | Pos. | Puntos |
| -------- | --------------------------------------- | -------------- | --------- | --------- | -------- | --------- | -------- | --------- | --------- | --------- | --------- | --------- | -------- | --------- | --------- | --------- | --------- | --------- | -------- | -------- | --------- | --------- | --------- | --------- | --------- | --------- | --------- | -------- | -------- | --------- | --------- | -------- | ---- | ------ |
| 2015     | AmD Tuning                              | Audi S3 Saloon | BRH 1     | BRH 2     | BRH 3    | DON 1     | DON 2    | DON 3     | THR 1     | THR 2     | THR 3     | OUL 1     | OUL 2    | OUL 3     | CRO 1 25  | CRO 2 25  | CRO 3 22  | SNE 1 Ret | SNE 2 16 | SNE 3 22 | KNO 1     | KNO 2     | KNO 3     | ROC 1 20  | ROC 2 24  | ROC 3 17  | SIL 1 Ret | SIL 2 25 | SIL 3 22 | BRH 1     | BRH 2     | BRH 3    | NC†  | 0†     |
| 2019     | ROKiT Racing with Motorbase             | Ford Focus RS  | BRH 1 20  | BRH 2 26  | BRH 3 20 | DON 1 Ret | DON 2 19 | DON 3 Ret | THR 1 24  | THR 2 Ret | THR 3 24  | CRO 1 24  | CRO 2 28 | CRO 3 20  | OUL 1 22  | OUL 2 25  | OUL 3 19  | SNE 1 22  | SNE 2 20 | SNE 3 18 | THR 1 26  | THR 2 27  | THR 3 Ret | KNO 1 Ret | KNO 2 26  | KNO 3 25  | SIL 1     | SIL 2    | SIL 3    | BRH 1     | BRH 2     | BRH 3    | 32.º | 0      |
| 2020     | ROKiT Racing with Team HARD.            | Volkswagen CC  | DON 1 Ret | DON 2 Ret | DON 3 21 | BRH 1 22  | BRH 2 17 | BRH 3 15  | OUL 1 Ret | OUL 2 23  | OUL 3 Ret | KNO 1     | KNO 2    | KNO 3     | THR 1 Ret | THR 2 Ret | THR 3 Ret | SIL 1 24  | SIL 2 24 | SIL 3 21 | CRO 1 Ret | CRO 2 DNS | CRO 3 21  | SNE 1 23  | SNE 2 Ret | SNE 3 DNS | BRH 1 Ret | BRH 2 25 | BRH 3 20 |           |           |          | 29.º | 1      |
| 2021     | ROKiT Racing with iQuoto Online Trading | Cupra León     | THR 1 26  | THR 2 22  | THR 3 17 | SNE 1 28  | SNE 2 25 | SNE 3 25  | BRH 1 28  | BRH 2 26  | BRH 3 28  | OUL 1 DNS | OUL 2 24 | OUL 3 Ret | KNO 1 24  | KNO 2 Ret | KNO 3 NC  | THR 1 28  | THR 2 25 | THR 3 22 | CRO 1 25  | CRO 2 Ret | CRO 3 20  | SIL 1 24  | SIL 2 25  | SIL 3 27  | DON 1 28  | DON 2 28 | DON 3 24 | BRH 1 Ret | BRH 2 Ret | BRH 3 23 | 29.º | 0      |
| 2022*    | Yazoo with Safuu.com Racing             | Cupra León     | DON 1 19  | DON 2 23  | DON 3 24 | BRH 1 27  | BRH 2 21 | BRH 3 24  | THR 1 26  | THR 2 24  | THR 3 Ret | OUL 1 22  | OUL 2 27 | OUL 3 22  | CRO 1 23  | CRO 2 22  | CRO 3 21  | KNO 1     | KNO 2    | KNO 3    | SNE 1     | SNE 2     | SNE 3     | THR 1     | THR 2     | THR 3     | SIL 1     | SIL 2    | SIL 3    | BRH 1     | BRH 2     | BRH 3    | 28.º | 0      |
| Fuentes: |                                         |                |           |           |          |           |          |           |           |           |           |           |          |           |           |           |           |           |          |          |           |           |           |           |           |           |           |          |          |           |           |          |      |        |

- † Hamilton fue piloto invitado, por lo tanto no fue apto para sumar puntos.
- * Temporada en progreso.